# 굴전초등학교
굴전초등학교는 대한민국 전라남도 여수시 돌산읍 돌산로 3017-15 (평사리)에 있었던 초등학교이다.

## 연혁
- 1963년 3월 16일 돌산중앙국민학교 굴전분교장
- 1966년 3월 1일 굴전국민학교로 승격
- 1996년 3월 1일 굴전초등학교로 개칭
- 1999년 9월 1일 백초초등학교로 통합